# Spaso-Jevfimijův klášter
Spaso-Jevfimijův klášter (rusky Спасо-Евфимиев монастырь), někdy též klášter sv. Eutýmia Suzdalského, je bývalý mužský pravoslavný klášter v ruském Suzdalu. Založen byl suzdalsko-nižněnovgorodským knížetem Borisem Konstantinovičem roku 1352. Na příkaz Kateřiny II. Veliké zde bylo zřízeno vězení, které fungovalo souběžně s klášterem, později v jeho prostorách vznikla věznice NKVD. Roku 1940 zde byla krátce internována tzv. Legie Čechů a Slováků v čele s Ludvíkem Svobodou. Dnes slouží komplex kláštera pouze jako muzeum.
Od roku 1992 je v rámci Bílých památek Vladimiru a Suzdalu zanesen na seznam světového dědictví UNESCO.

## Historie
Založen byl roku 1352 suzdalsko-nižněnovgorodským knížetem Borisem Konstantinovičem jako klášter-pevnost. Kromě náboženské instituce byl totiž také důležitým obranným prvkem, k čemuž ho předurčovala výhodná pozice kousek za městem na vysokém břehu řeky Kamenky. Původně byl zasvěcen Proměnění Páně, až později Jevfimiji Suzdalskému (kanonizován 1549).
7. června 1445 se u klášterních hradeb srazila vojska moskevského velkoknížete Vasilije II. s jednotkami Kazaňského chanátu pod vedením synů chána Uluga Muhammeda.
Z původních dřevěných staveb se nedochovalo nic, neboť vzaly za své během okupace Suzdalu polsko-litevskými vojsky v letech 1608-1610. Současnou podobu získal klášter především v 16. a 17. století díky štědrým darům ruských knížat (např. Vasilije III. či Ivana IV.) a bojarů. Právě v 17. století vznikly současné mohutné klášterní hradby. Na přelomu 17. a 18. století byla v klášteře vězněna carevna Jevdokija Lopuchinová, manželka Petra I. Velikého.

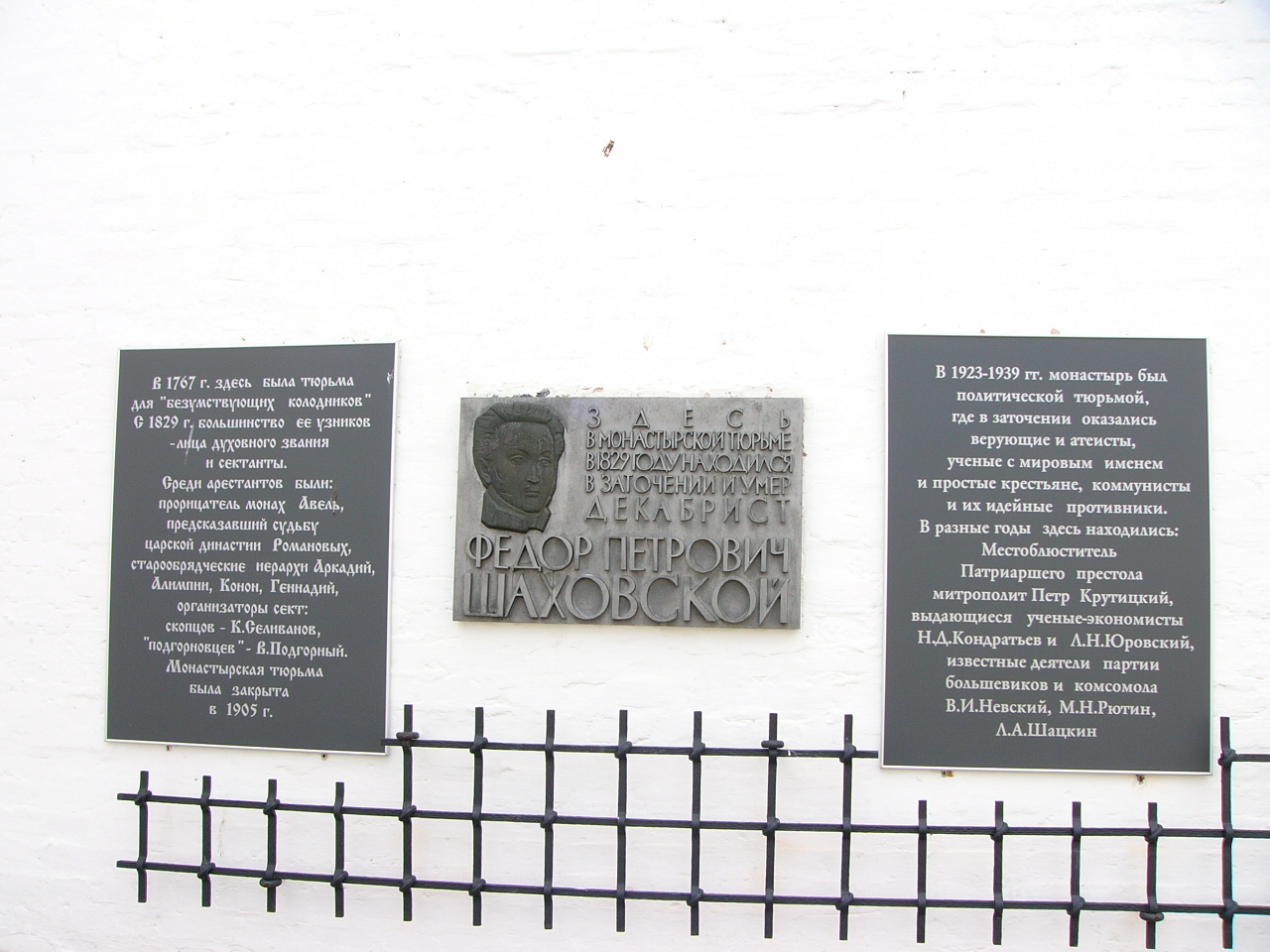
Pomník vězněným všech režimů

Na příkaz Kateřiny II. Veliké zde byla roku 1766 zřízena věznice, která fungovala souběžně s klášterem. Během jejího provozu pobývali nedobrovolně ve zdech kláštera-vězení například někteří děkabristé či sektáři. Uzavřena byla roku 1907, avšak ne na dlouho.

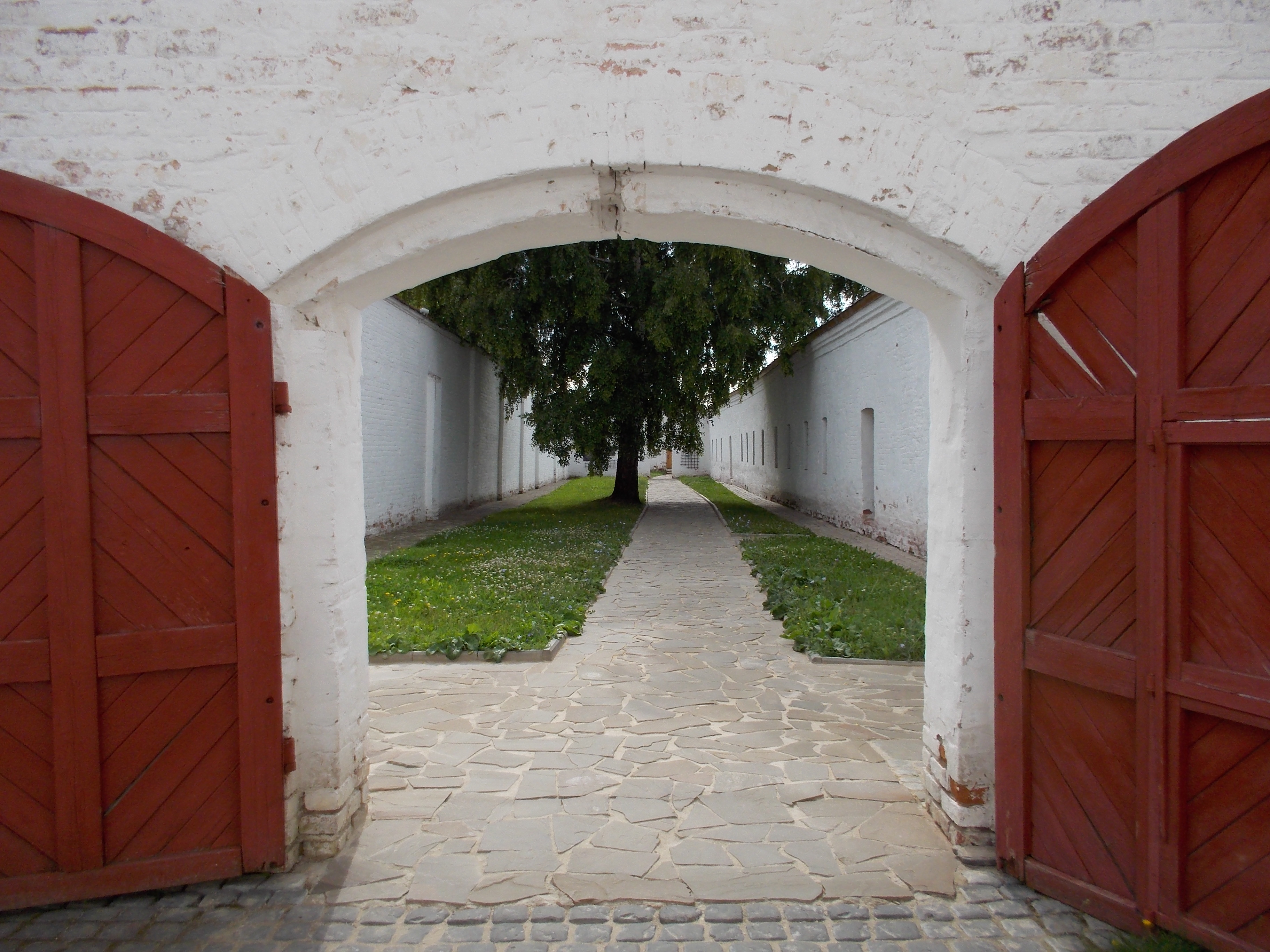
Vstup do věznice

Po bolševické revoluci došlo roku 1923 ke zrušení kláštera a zároveň zde byla vytvořena speciální věznice NKVD pro esery, menševiky, sionisty, anarchisty a představitele levé opozice (tzv. politizolátor). Ve věznicích tohoto typu byl vcelku mírný režim, až do roku 1935. Tehdy byly přeměněny na věznice speciálního určení, byl zaveden velmi tvrdý režim, který mnoho vězňů zaplatilo životem. V 30. letech zde byl vězněn i slavný ekonom Nikolaj Kondraťjev (popraven 1938).
Roku 1940 klášterní komplex sloužil krátce jako internační tábor pro jednotky tzv. Legie Čechů a Slováků v čele s Ludvíkem Svobodou, které byly nuceny ustoupit před nacisty z Polska. Nejednalo se však o žádné věznění.
V letech 1941-1942 zde fungoval tzv. prověrkově-filtrační tábor, kterým procházeli vojáci Rudé armády, navrátivší se z německého zajetí. Celkem se jednalo o 8232 lidí.
Od 1. ledna 1943 sloužil klášter jako prominentní zajatecký tábor pro důstojníky a generály německé, italské, rumunské, maďarské a španělské armády. Asi nejznámějším vězněm tohoto období byl německý polní maršál Friedrich Paulus, zajatý ve Stalingradu.
V letech 1946-1967 zde byla v provozu pracovně-výchovná kolonie pro nezletilé zločince. Nejdříve zde byli drženi chlapci, po vzpouře v roce 1947 byl ústav přeměněn na dívčí.
Od roku 1968 je klášter muzeem, v roce 1992 byl potom v rámci Bílých památek Vladimiru a Suzdalu zanesen na seznam světového dědictví UNESCO.

## Areál kláštera

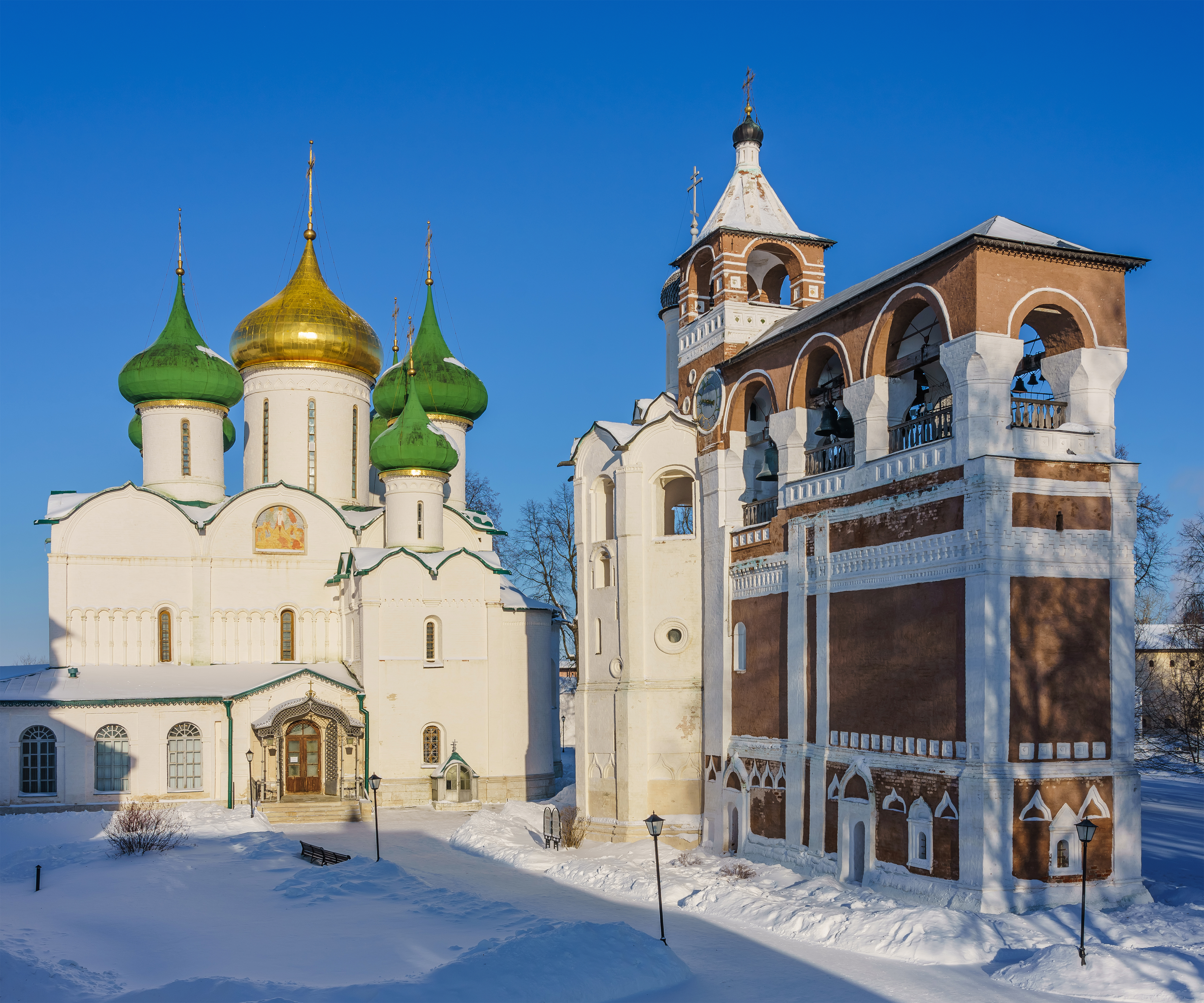
Chrám Proměnění Páně a zvonice

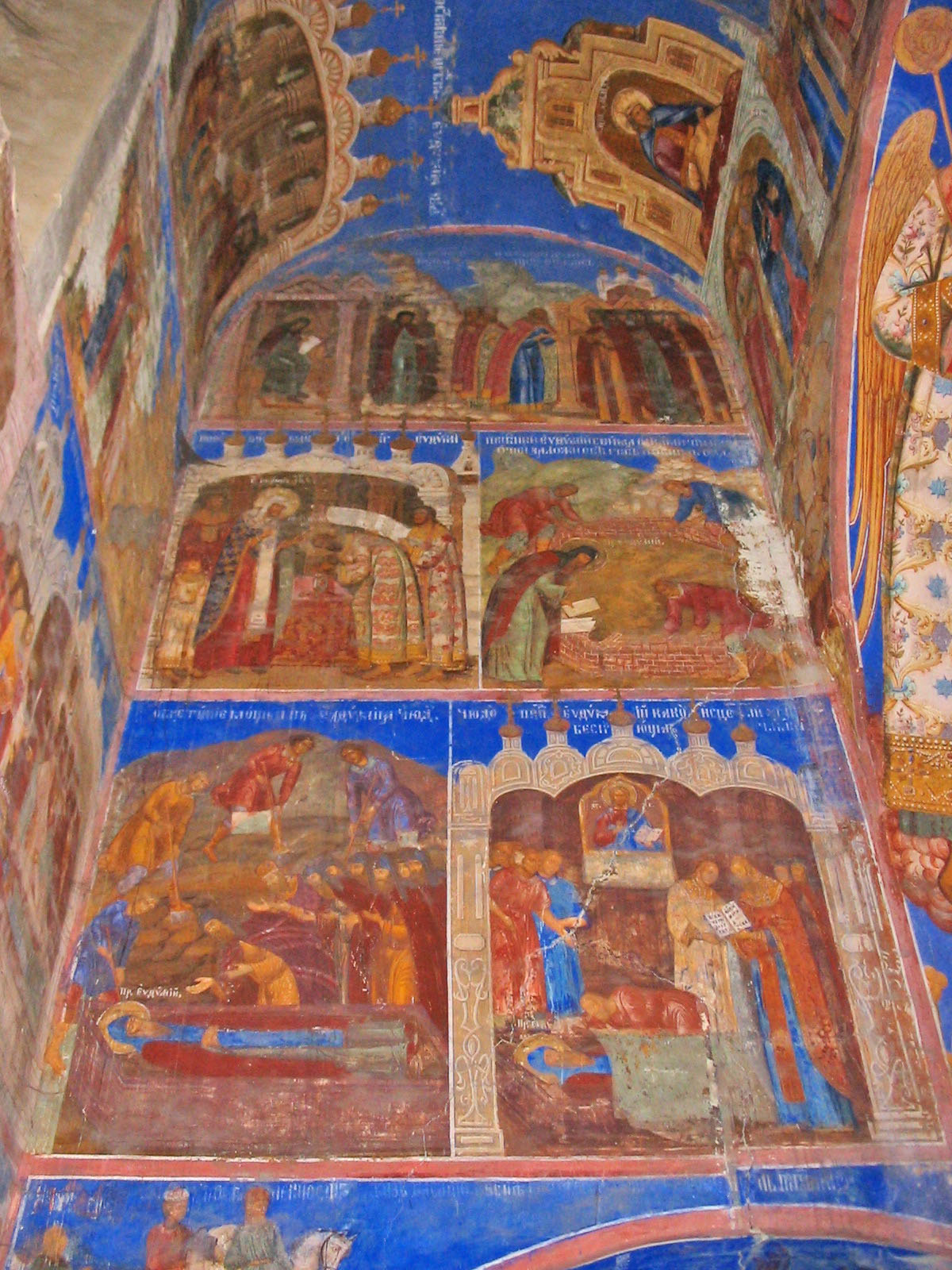
Fresky chrámu Proměnění Páně

Prostory kláštera o rozloze 9 ha obklopují 1200 m dlouhé mohutné hradby s 19 věžemi a mnoha střílnami. Vystavěny byly v letech 1670-1680 na místě původních dřevěných.
- Chrám Proměnění Páně – v letech 1507-1511 vzniknul nad hrobem sv. Jevfimije na místě shořelého dřevěného chrámu nevelký kamenný Spasský chrám. K němu byl potom roku 1594 přistavěn velký chrám Proměnění a původní Spasský chrám byl přejmenován na Jevfimijův přídělek. Chrám Proměnění navazuje na tradice staveb z bílého kamene ve Vladimiru a Suzdalu, původně silně připomínal chrám narození Panny Marie v Suzdalském kremlu. V 18. století však k němu byla přistavěna galerie a v 19. století přídělek Sergeje Radoněžského, čímž se vzhled chrámu značně proměnil. Bohatá fresková výzdoba interiéru pochází ze 17. století.

- Zvonice – komplex zvonice je složen z několika budov, postavených v různých obdobích. Na vysoký bílý devítihranný chrám Narození Jana Křtitele z počátku 16. století navazuje dekorativní galerie se zvony z 16. - 17. století. Sjednocuje je hodinová věž se zvonicí. Původní zvony ze 16. století se nedochovaly, ve 30. letech 20. století byly roztaveny. Dnes je zde 17 zvonu a odbíjí se pětkrát denně.

- Chrám Zvěstování Panny Marie nad branou – postaven coby tzv. svatá brána na přelomu 16. a 17. století, tedy ještě jako součást původního jinak dřevěného opevnění, které záhy shořelo. Při výstavbě nových kamenných hradeb se brána octla uvnitř areálu a plní již jen funkci chrámu.

- Chrám Zesnutí přesvaté Bohorodice s jídelnou – vystavěn v poslední čtvrtině 16. století před chrámem Proměnění Páně, naproti zvonici. Ze západní strany k němu přimyká přídělek sv. Dioméda, z východní strany chrám přechází v dvoupodlažní budovu klášterní jídelny. Ve spodním patře bylo technické zázemí, nahoře samotná jídelna.

- Dům archimandrity – vystavěný v letech 1628-1660 ve tvaru písmene L. Od konce 18. století zde sídlil archimandrita kláštera.

- Chrám svatého Mikuláše s nemocnicí – vystavěna v severovýchodní části kláštera roku 1669. Na prostý chrám navazuje přístavba s jídelnou a nemocničními pokoji.

- Bratrské cely – vystavěny v polovině 17. století, ačkoliv části prvního patra pochází možná již z 1. poloviny 12. století.

- Věznice (18. století)

## Galerie

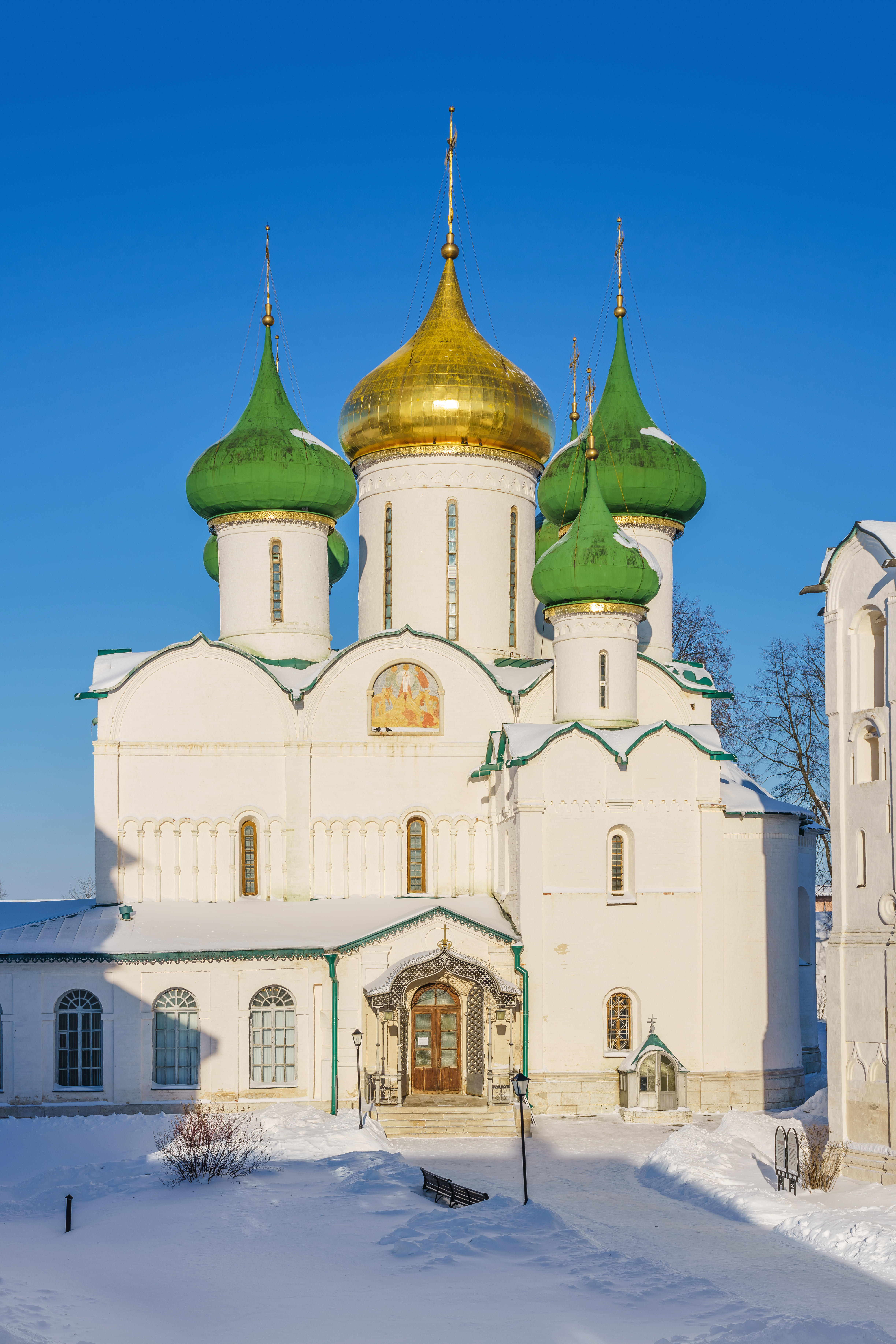
Chrám Proměnění Páně
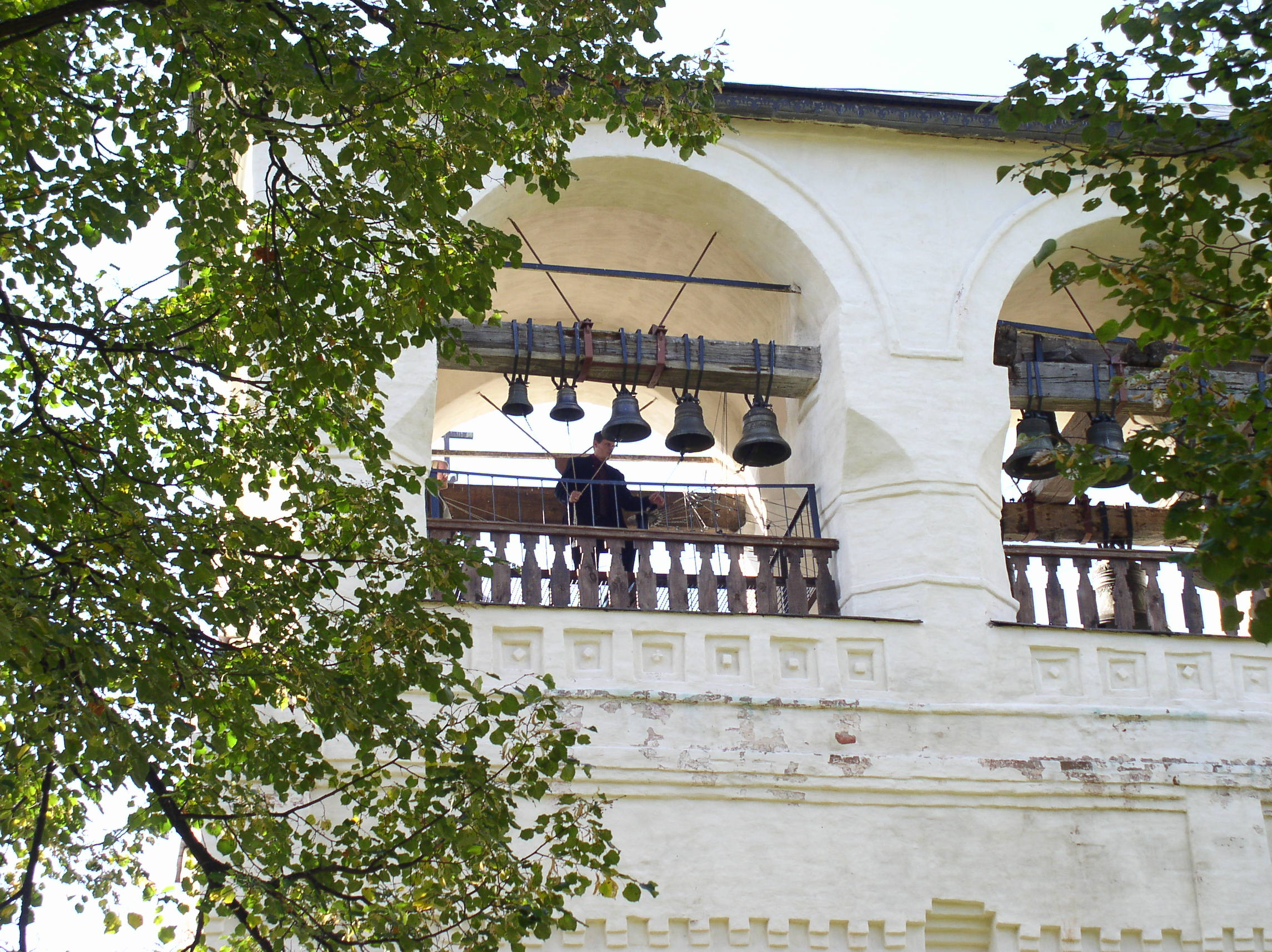
Zvonkohra na zvonici
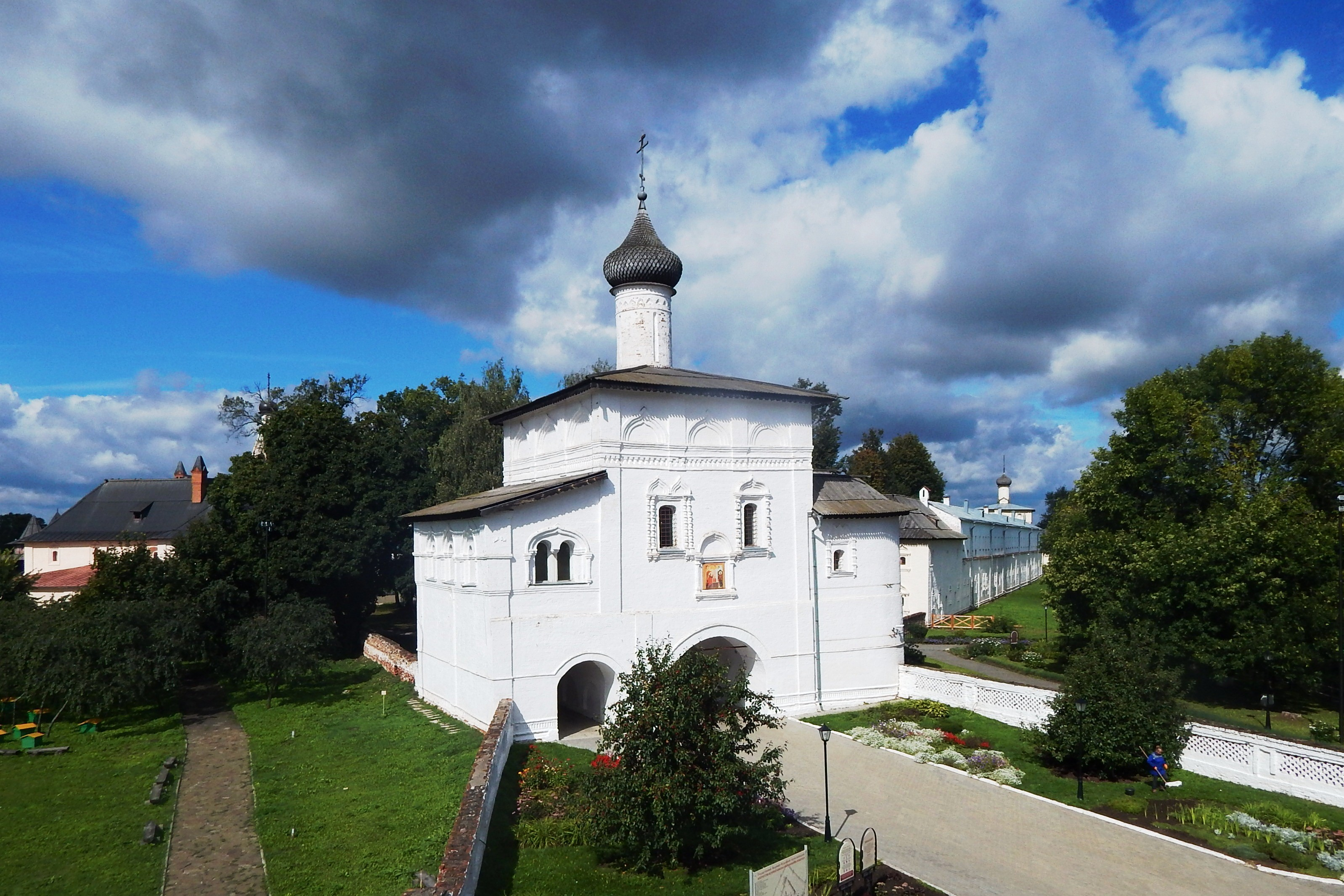
Chrám Zvěstování Panny Marie nad branou
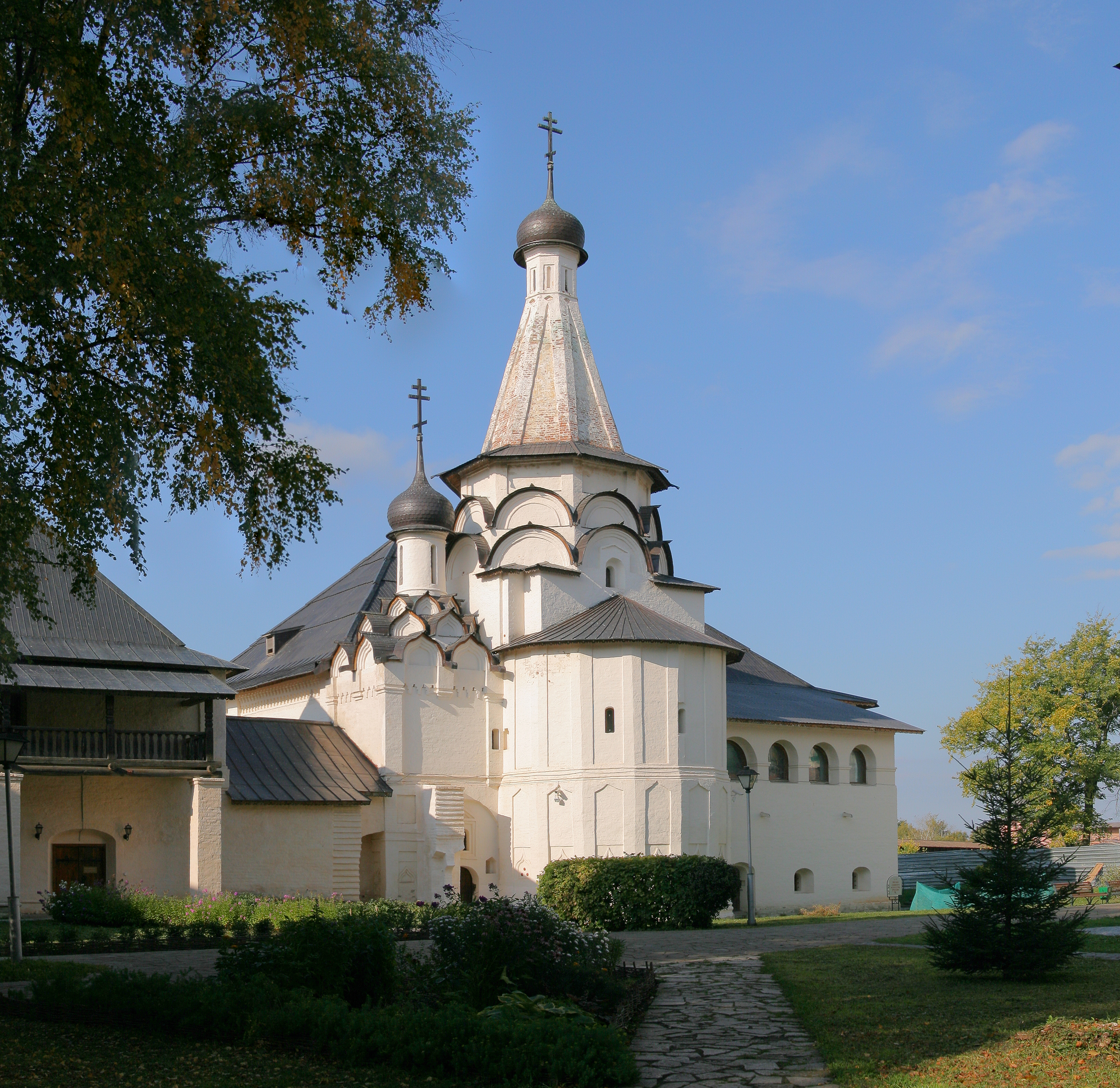
Chrám Zesnutí přesvaté Bohorodice s jídelnou
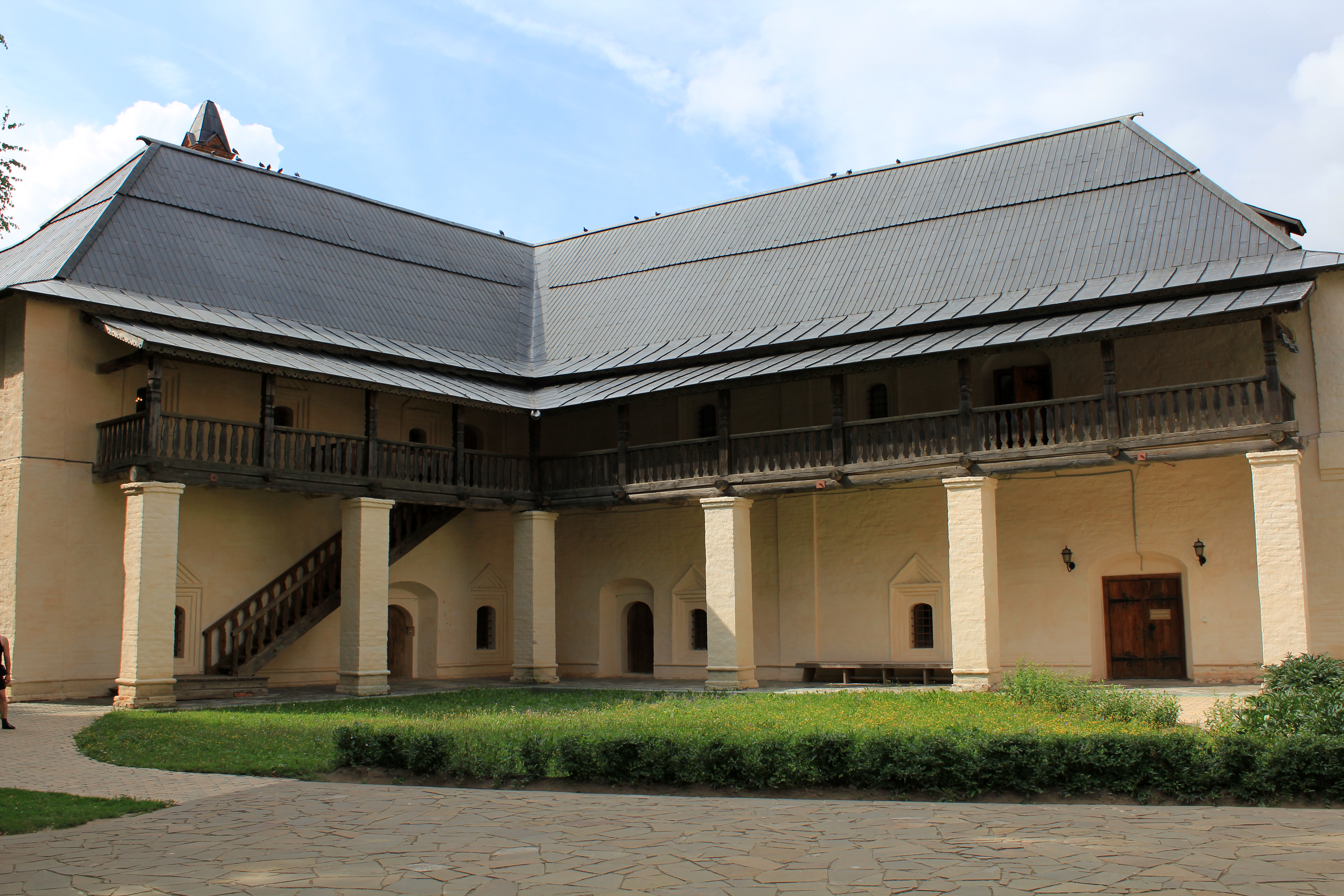
Dům archimandrity
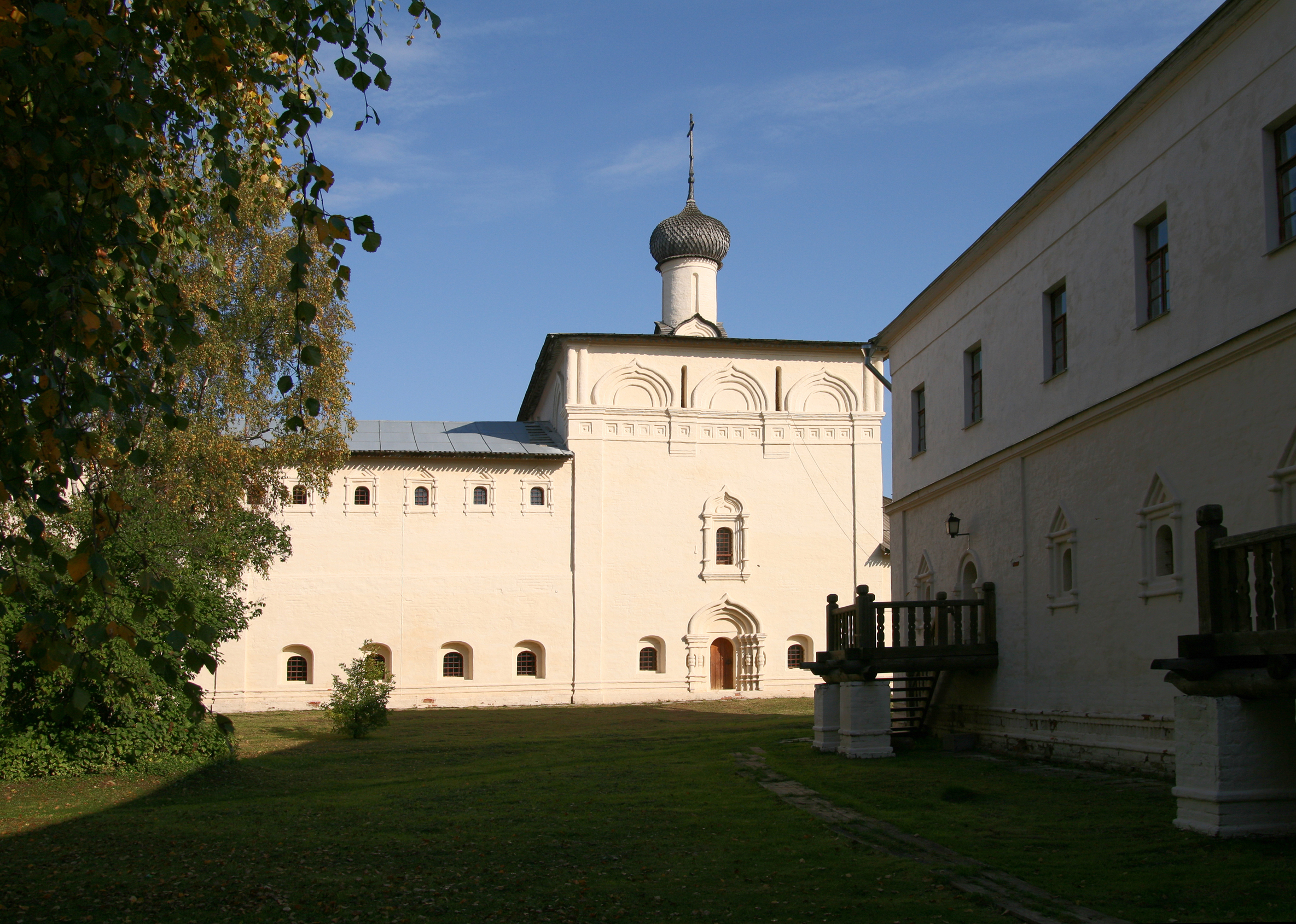
Chrám svatého Mikuláše s nemocnicí
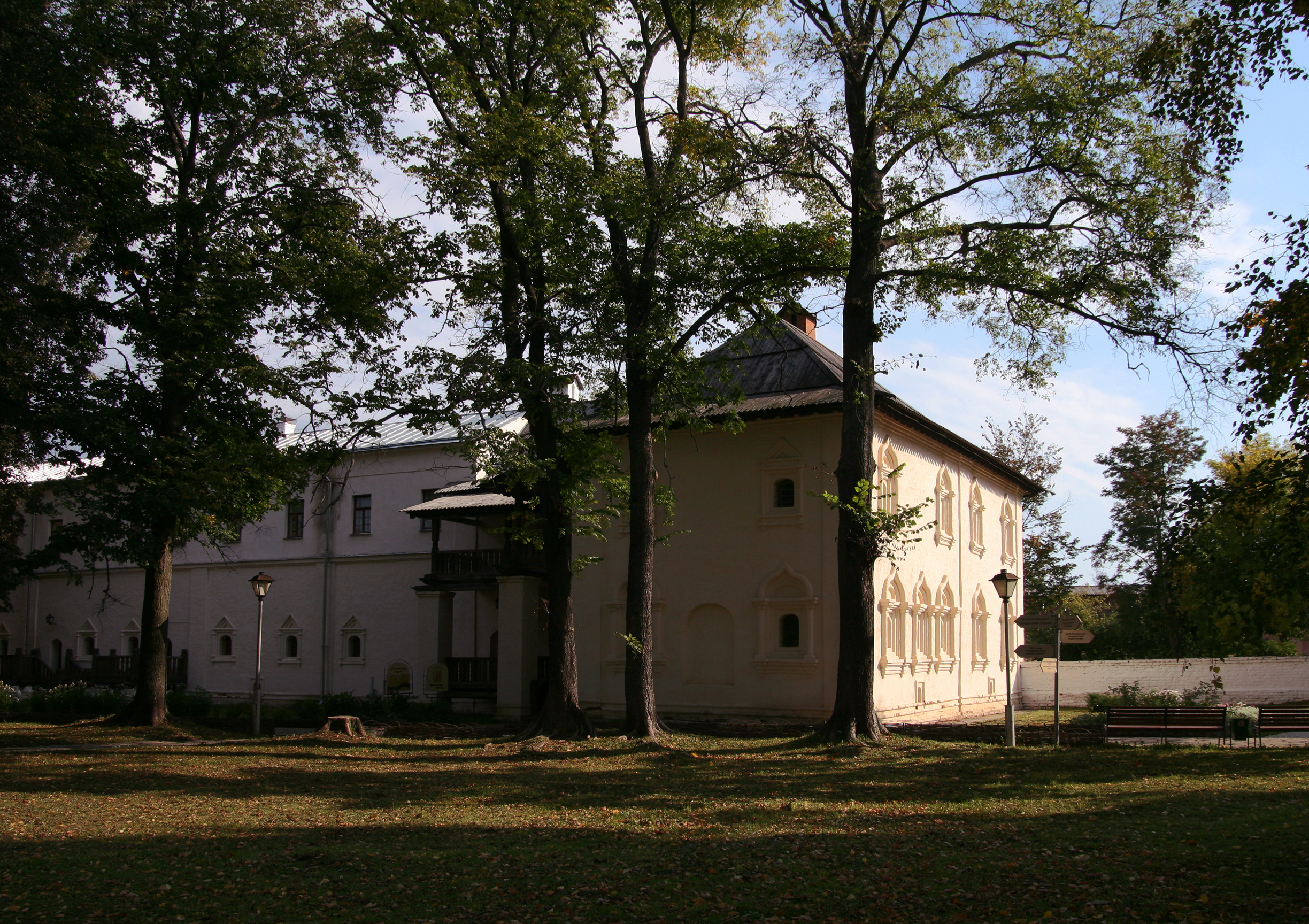
Bratrské cely
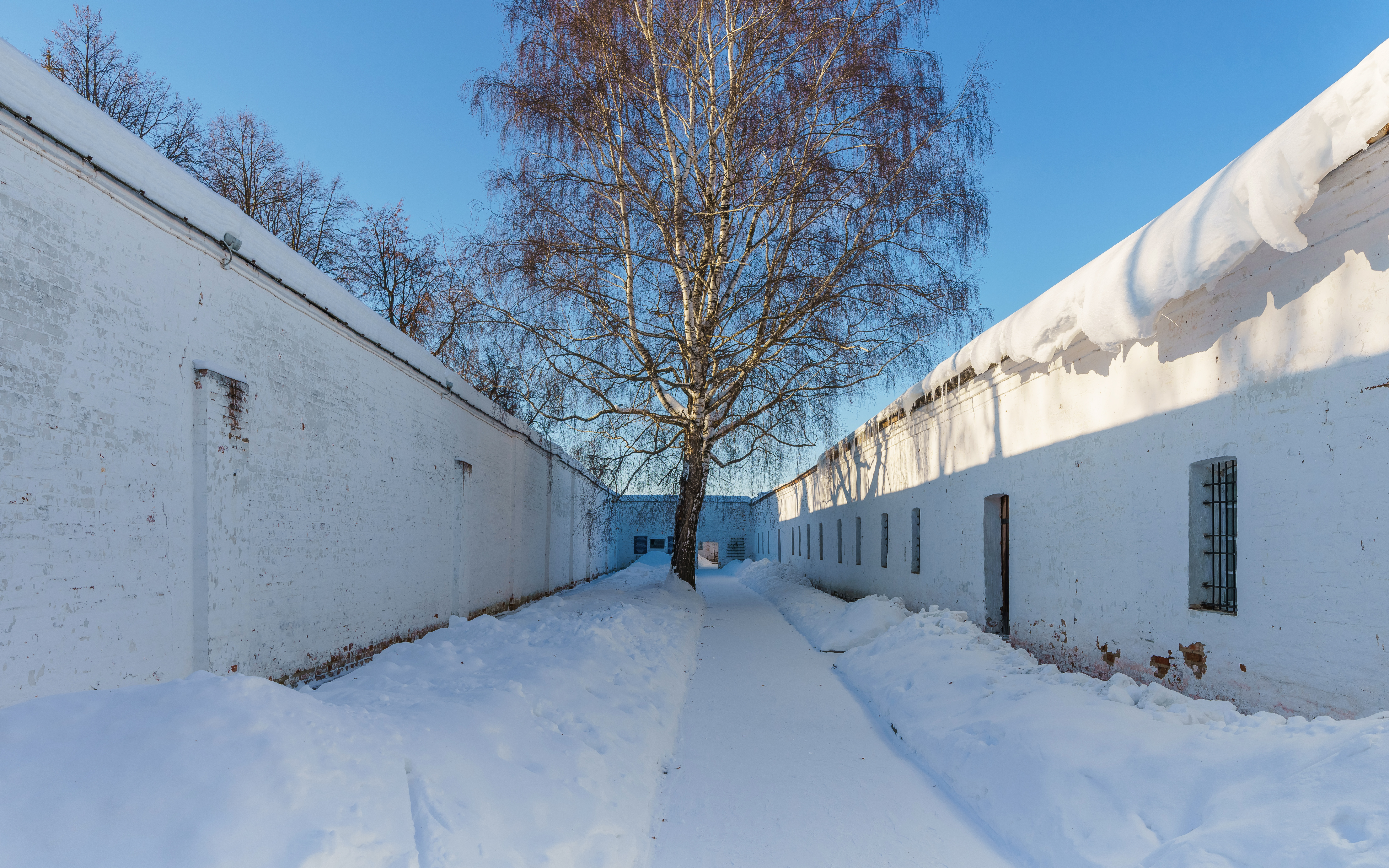
Věznice